# Академия управления МВД России
Академия управления МВД России — высшее учебное заведение по подготовке руководящего состава органов внутренних дел, а также научно-педагогических кадров.
Бывшая Высшая школа МВД СССР. Несмотря на то, что формально не являлась военной академией, была включена в список военных академий ВС СССР.

## История
- 1929 — созданы высшие курсы усовершенствования старшего начальствующего состава административно-милицейского аппарата и высшие пенитенциарные курсы.
- 1932—1937 — Центральная Высшая Школа Рабоче-Крестьянской Милиции (ЦВШ РКМ).
- С 1937 — Центральная школа милиции НКВД СССР.
- С 1943 — Высшая школа НКВД СССР.
- С марта 1946 — Высшая школа МВД СССР, с ноября — Высшая офицерская школа МВД СССР.
- С июня 1952 — Высшая школа усовершенствования руководящего состава МВД СССР. В августе расформирована.[источник не указан 375 дней]
- С марта 1953 именуется Высшей школой милиции МВД СССР.
- 1954 — на базе Высшей школы милиции МВД СССР организована Высшая школа МВД СССР. С 1960 по 1965 были образованы отделения в Ленинграде, Киеве, Алма-Ате, Минске, Ташкенте, Омске, Иркутске, Хабаровске, Ростове-на-Дону (первый начальник - З.А. Астемиров).
- 1974 — создана Академия МВД СССР.
- 1981 год, апрель — Академия награждена орденом Трудового Красного Знамени.
- С января 1992 — Академия МВД России.
- С 8 января 1997 — Академия управления МВД России.

## Факультеты
- Факультет № 1 — Переподготовки руководящих кадров, включённых в федеральный кадровый резерв МВД России.
- Факультет № 2 — Подготовки руководителей (начальников) территориальных органов МВД России.
- Факультет № 3 — Подготовки научных и научно-педагогических кадров (адъюнктура).
- Факультет № 4 — Подготовки начальствующего состава органов внутренних дел.
- Факультет № 5 — Повышения квалификации начальников отделов подразделений центрального аппарата МВД России, территориальных органов МВД России на окружном, межрегиональном и районном уровнях и их заместителей.
- Высшие академические курсы.

## Руководство
- генерал-лейтенант внутренней службы Крылов С. М., 1974—1979
- генерал-лейтенант внутренней службы Бородин С. В., 1979—1983
- генерал-лейтенант милиции Кудрявцев А. Я., 1983—1987
- генерал-майор милиции Арестов, Николай Александрович, 1987—1990
- генерал-майор милиции Алексеев, Анатолий Иванович, 1990—1994
- генерал-лейтенант внутренней службы Демидов, Николай Иванович, 1994—1997
- генерал-лейтенант внутренней службы Дмитрин В. Б., 1997—1998
- генерал-полковник милиции Коваленко А. С., 1998—2006
- генерал-полковник полиции Гордиенко В. В., 2006—2015
- генерал-лейтенант полиции Конев А. Н., 2016—2022
- генерал-майор полиции Синенко С. А., с 2022 по настоящее время.